# Jaime, Conde de Wessex
Jaime, Conde de Wessex (nome pessoal em inglês: James Alexander Philip Theo Mountbatten-Windsor, Frimley, 17 de dezembro de 2007) é o filho mais novo e único menino do príncipe Eduardo, Duque de Edimburgo e sua esposa, Sofia, Duquesa de Edimburgo, sendo também o sobrinho mais novo do rei Carlos III, além de neto da rainha Isabel II e do príncipe Filipe, Duque de Edimburgo. É o décimo-sexto na linha de sucessão ao trono britânico, imediatamente após o seu pai e à frente da sua irmã mais velha, Lady Louise Windsor.
Ele vive com a família na mansão de Bagshot Park, localizada em Surrey.

## Nascimento
Jaime Windsor, nasceu por parto de cesariana às 16h20 em 17 de dezembro de 2007, no Hospital Frimley Park, localizado em Surrey na Inglaterra. Ele nasceu com 2,8 kg de peso. O príncipe Eduardo, que estava presente para o nascimento de seu segundo filho, observou que o nascimento era "muito mais calmo que o da última vez" (uma referência à situação de emergência do nascimento da sua filha Louise), que a sua esposa "saiu-se muito bem", e que o seu filho era "como a maioria dos bebés, bastante pequeno, muito bonito e muito fofinho". O bebé e a sua mãe tiveram alta hospitalar em 20 de Dezembro, e seu nome foi anunciado quatro dias depois como Jaime Alexandre Filipe Téo, ou em inglês James Alexander Philip Theo Mountbatten-Windsor.

### Batismo
O, então, Visconde Severn foi batizado em 19 de abril de 2008 na capela privada do Castelo de Windsor por Davi Conner, bispo da capela de Windsor; em comunhão com a Igreja Anglicana com água batismal do Rio Jordão. Os seus padrinhos são: Denise Poulton, Jeanye Irwin, Alastair Bruce, Duncan Bullivant e Tom Hil.
Ele foi o primeiro bebê da família real britânica a usar uma réplica do traje de batismo. A réplica havia sido encomendada por sua avó, a rainha Isabel II do Reino Unido, para preservar o original usado pela primeira vez pela princesa Vitória, Princesa Real do Reino Unido (a primeira nascida da Rainha Vitória do Reino Unido), de 1800, já bastante danificado pelo uso e passagem do tempo.

## Educação
Jaime estuda na Eagle House School, uma reconhecida escola inglesa e coeducacional, que está localizada em Berkshire na Inglaterra.

## Aparições públicas

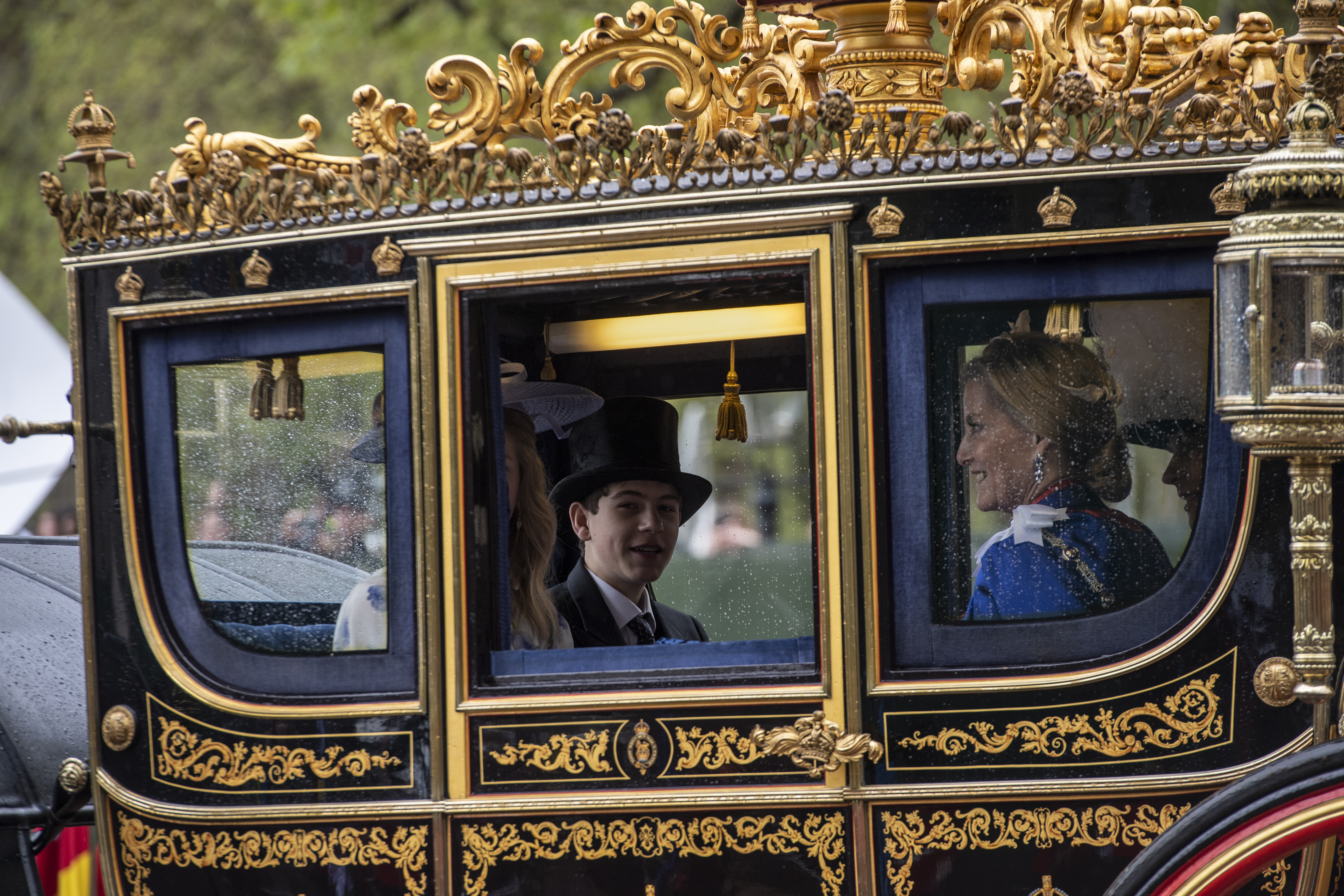
Jaime, na Coroação de Carlos III do Reino Unido em 2023

Jaime, como a sua irmã Lady Louise Windsor, eventualmente acompanham os pais em algumas atividades públicas, como na limpeza de uma praia, parte do projeto Great British Beach Clean. Anualmente, ele é visto na sacada do palácio com os demais membros da família real britânica durante o evento da Trooping the Colour, que celebra o aniversário oficial do rei Carlos III do Reino Unido.
Em abril de 2015, James ao lado da sua irmã Louise participaram de seu primeiro compromisso no exterior, quando acompanharam os seus pais em uma viagem oficial a África do Sul.
Em outubro de 2018, ele ajudou ao lado da sua irmã Louise, na organização das damas de honra e pajens, durante a entrada do casamento da sua prima, a princesa Eugênia do Reino Unido.
Assim como acontece com as suas primas em primeiro grau mais velhas, as princesas Beatriz e Eugênia do Reino Unido (filhas do príncipe André, Duque de Iorque), não é esperado que ele tenha funções oficiais como representante formal do Reino Unido e recebendo um salário próprio no futuro.

## Títulos e estilos
- 17 de dezembro de 2007 — 10 de março de 2023: "O Muito Honorável, o Visconde Severn"
- 10 de março de 2023 — presente: "O Muito Honorável, o Conde de Wessex"

De acordo com cartas patente de 1917 e ainda em vigor, todos os netos do monarca através da linhagem masculina têm o título de Príncipe ou Princesa do Reino Unido da Grã-Bretanha e Irlanda do Norte com o tratamento de "Sua Alteza Real". Assim sendo, Jaime seria intitulada de "Sua Alteza Real, o Príncipe Jaime de Edimburgo", como um filho do Príncipe Eduardo, Duque de Edimburgo. Entretanto, no casamento de seus pais, a Rainha Isabel II do Reino Unido, através de um comunicado oficial do Palácio de Buckingham, anunciou que (na esperança de evitar os fardos associados aos títulos reais), os filhos de Eduardo e Sofia teriam os estilos de filhos de um conde britânico em vez de serem príncipes ou princesas. Dessa maneira, Jaime é estilizado pelo título subsidiário de seu pai "Conde de Wessex".